# 中薗英助
中薗 英助（なかぞの えいすけ、男性、1920年8月27日 - 2002年4月9日）は、日本の小説家・推理作家。本名は中園 英樹（なかぞの えいき）。

## 来歴・人物
福岡県出身。旧制福岡県立八女中学校（現福岡県立八女高等学校）卒業。在学中、西洋史を教わった渡辺啓助の影響で『新青年』を愛読するようになる。卒業後は満州を経て北京へ遊学し、同仁会語学校などに学ぶ。
1940年、北京大学の文学院を聴講しながら東亜新報の学芸記者となる。かたわら同人誌『燕京文学』に加わり、創作活動を開始。1942年、「第一回公演」で北支那文化賞を受賞。
1946年、引き揚げ帰国し、新聞記者を経てフリーのジャーナリストとなる。
1950年、『近代文学』に「烙印」を発表。1954年、初の探偵小説「死電区間」を『中央公論 文芸特集』に発表。また『密書』（1961年）、『密航定期便』（1963年）は、当時、まだ日本では珍しかったスパイ小説で、新保博久は「この分野にいち早く鍬を入れた」とそのパイオニアとしての功績を評価している。
1963年、アジア・アフリカ作家会議に加わる。1974年には大江健三郎、小田実などとともに日本アジア・アフリカ作家会議設立の呼びかけ人となった。
1981年、『闇のカーニバル』で日本推理作家協会賞評論その他の部門受賞。
1988年、41年ぶりに北京を再訪。それを元にした「北京飯店旧館にて」を『中央公論 文芸特集』に発表。1993年、同作を含む連作小説集『北京飯店旧館にて』で読売文学賞受賞。
1995年、『鳥居龍蔵伝 アジアを走破した人類学者』で大佛次郎賞受賞。
2002年4月9日、肺炎により死去。81歳没。
2012年3月3日から4月22日まで、神奈川近代文学館にて「没後10年 中薗英助展 -〈記録者〉の文学 -」が開催された。

## 著書
- 『彷徨のとき』（森脇文庫） 1957年
- 『死電区間』（現代社） 1959年
- 『密書』（光文社、カッパ・ノベルス） 1961年
- 『炎の中の鉛』（三一書房、三一新書） 1962年
- 『密航定期便』（新潮社、ポケット・ライブラリ） 1963年
- 『予告電話の女』（芸文社） 1964年
- 『架空スパイ 実戦スパイ』（現文社） 1967年
- 『夜の培養者』（読売新聞社） 1968年、のち現代教養文庫
- 『現代シベリア』（潮出版社、潮新書） 1968年
- 『在日朝鮮人 七〇年代日本の原点』（財界展望新社） 1970年
- 『祭りの死ぬ日』（講談社） 1971年
- 『裸者たちの国境』（河出書房新社） 1975年
- 『ヨーロッパ無宿』（日本経済新聞社） 1976年
- 『エサウの裔』（河出書房新社） 1976年
- 『わが文学的フロンティア 中薗英助エッセイ集』（研究社） 1977年
- 『櫻の橋 詩僧蘇曼殊と辛亥革命』（第三文明社） 1977年
- 『聖スパイ』（講談社） 1977年、のち双葉文庫
- 『暗殺者の椅子』（KKワールドフォトプレス） 1977年、のち双葉文庫
- 『夜よシンバルをうち鳴らせ』（檜山久雄解説、泰流社） 1978年、のち福武文庫
- 『密猟区 小説ミグ25亡命事件』（日本経済新聞社） 1979年
- 『小説 円投機』（日本経済新聞社） 1980年、のち現代教養文庫
- 『闇のカーニバル スパイ・ミステリィへの招待』（時事通信社） 1980年
- 『名誉白人』（新潮社） 1981年
- 『密葬戦史』（双葉社） 1981年、のち双葉ポケット文庫
- 『拉致 小説・金大中事件の全貌』（光文社、カッパ・ノベルス） 1983年、のち現代教養文庫
  - 『拉致 知られざる金大中事件』（麻生幾解説、新潮文庫） 2002年
- 『現代スパイ物語』（講談社） 1984年、のち講談社文庫
- 『黄金情報員』（光風社出版） 1984年
- 『オリンポスの柱の蔭に ある外交官の戦い』上・下（毎日新聞社） 1985年
  - 『オリンポスの柱の蔭に 外交官ハーバート・ノーマンのたたかい』全1巻（社会思想社、現代教養文庫） 1993年
- 『聖臠伝説』（福武書店） 1986年
- 『亡命ロマンス特急』（講談社） 1987年、のち講談社文庫
- 『何日君再来物語』（河出書房新社） 1988年、のち河出文庫、七つ森書館
- 『寄留者の歌』（リブロポート） 1988年
- 『拉致 KCIAと闘った大統領候補護衛団』（廣済堂出版） 1988年
- 『切支丹探偵』（福武書店） 1991年
- 『シベリア鉄道建設綺譚 大地の谺』（徳間書店） 1991年
- 『私本・GHQ占領秘史』（徳間書店） 1991年、のち徳間文庫
- 『スパイの世界』（岩波新書） 1992年
- 『異文・業平東国密行記』（新人物往来社） 1992年
- 『北京飯店旧館にて』（藤井省三解説、筑摩書房） 1993年、のち講談社文芸文庫
- 『密葬者たち 中薗英助スパイ小説連作集』（毎日新聞社） 1993年
- 『わが北京 留恋の記』（岩波書店） 1994年
- 『北京の貝殻』（筑摩書房） 1995年
- 『鳥居龍蔵伝 アジアを走破した人類学者』（岩波書店） 1995年、のち岩波現代文庫
- 『無国籍者 ドキュメンタリーノベル 日本人の証明』（社会思想社、現代教養文庫） 1995年
- 『帰燕』（講談社） 1996年
- 『失敗は失敗にして失敗にあらず 近現代史の虚と実』（青春出版社） 1997年
- 『艶隠者 小説石川丈山』（新潮社） 1998年
- 『ギリシア通りは夢夢と』（講談社） 2000年
- 『榎本武揚シベリア外伝』（文藝春秋） 2000年
- 『北京原人追跡』（新潮社） 2002年
- 『南蛮仏』（新潮社） 2002年
- 『過ぎ去らぬ時代 忘れ得ぬ友』（岩波書店） 2002年